# 亚美尼亚外交部

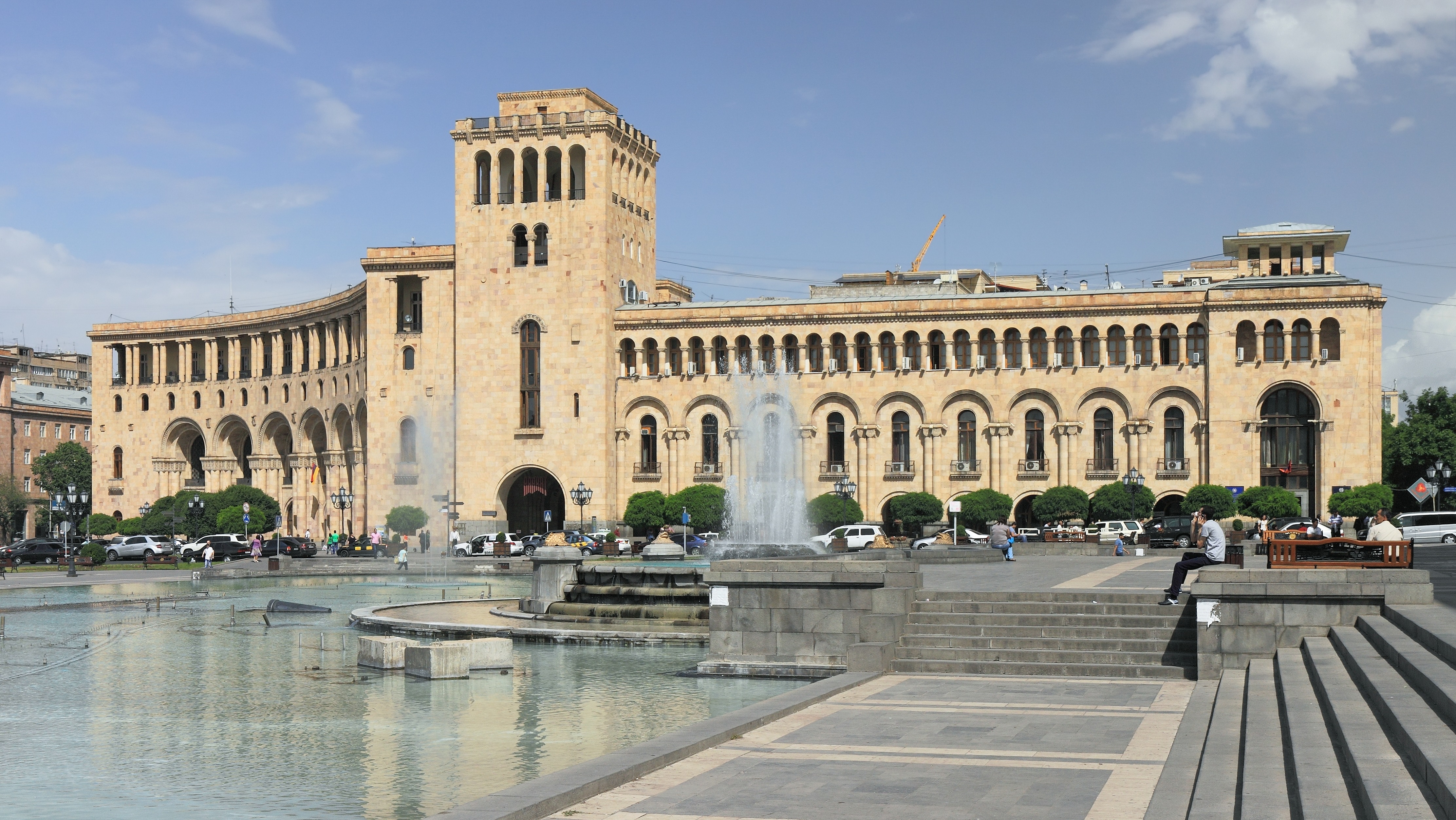
亚美尼亚外交部大楼

亚美尼亚共和国外交部是亚美尼亚政府的组成部门之一，负责亚美尼亚的外交事务。亚美尼亚外交部位于首都埃里温的共和国广场。现任部长为阿拉拉特·米尔佐扬，2021年上任。